# Sân bay quốc tế Diori Hamani
Sân bay quốc tế Diori Hamani (IATA: NIM, ICAO: DRRN) là một sân bay ở Niamey, thủ đô Niger.
Năm 2004, sân bay này đã phục vụ 97.814 lượt khách. Sân bay này được đặt tên theo Hamani Diori, Tổng thống đầu tiên của Niger. 

## Các hãng hàng không và các tuyến điểm
- Afriqiyah Airways (Bamako, Cotonou, Tripoli)
- Air Algérie (Algiers)
- Air Burkina (Ouagadougou)
- Air France (Ouagadougou, Paris)
- Air Ivoire (Abidjan)
- Air Senegal International (Bamako, Dakar)
- Compagnie Aérienne du Mali (Ouagadougou)
- Hello (airline) (Basle, Gao)
- Royal Air Maroc (Casablanca, Libreville)